# Integritätstest
Der Integritätstest ist ein Instrument der Personalwirtschaft und dient der Personaldiagnostik. Er wurde zu dem Zweck entwickelt, die Integrität eines Bewerbers zu messen und somit ein mögliches schädigendes Verhalten am Arbeitsplatz vorhersagen zu können. Integritätstests sind ausschließlich kommerziell genutzte Instrumente zur Personalauswahl. Wie bei allen eignungsdiagnostischen Verfahren wird durch Integritätstests versucht, die Personalauswahl gegenüber einer Zufallsauswahl oder alternativen Instrumenten zu verbessern. In den USA werden Integritätstests zur Personalauswahl bereits seit ca. fünfzig Jahren eingesetzt und heutzutage bei ca. 50 Prozent der Bewerbungsverfahren durchgeführt. Es gibt über vierzig verschiedene Verfahren. In Deutschland ist die Messung der Integrität nicht verbreitet: Die ersten Tests wurden Ende der 1990er Jahre angewendet, die Einsatzhäufigkeit liegt bei unter fünf Prozent.

## Wirtschaftlichkeit
Durch den Einsatz von Integritätstests sollen durch Mitarbeiter verursachte Schäden verhindert werden, die sowohl das Einzelunternehmen als auch die Gesamtwirtschaft treffen können. Jährlich entsteht durch Diebstahl im deutschen Einzelhandel ein Schaden von ca. 4,5 Milliarden Euro. Bis zu 50 Prozent davon sind auf Mitarbeiterdiebstähle zurückzuführen. Weitere zu verhindernde Straftaten sind Betrugsdelikte, Bestechungen, Amtsmissbrauch oder Vorteilsannahmen (z. B. bei der Vergabe von Bauaufträgen). Zudem besteht die These, dass Mitarbeiter mit hohen Integritätswerten effektiver arbeiten. Dafür sprechen sowohl hohe prognostische, als auch in Kombination mit IQ-Tests ermittelte hohe inkrementelle Validitäten. Eine Unfallstatistik von LKW-Fahrern in den USA zeigt, dass Mitarbeiter mit niedrigeren Integritätswerten fünf Mal so viele Unfälle verursachen wie ihre Kollegen mit hohen Werten.

## Historie und Forschungsrichtungen
Mit Beginn der 1940er und 1950er Jahre wurde in den USA die Grundlage der heutigen Integritätstest geschaffen. Als Begründer der Integritätstests gilt der amerikanische Armeepsychologe G.L. Betts. Er entwickelte ein Verfahren, welches Rekruten mit kriminellem Hintergrund ausschließen sollte. Dabei stellte er Fragen mit vergleichsweise offenkundigem Bezug zum Thema „Ehrlichkeit am Arbeitsplatz“. Sein Ansatz war stark von den Theorien Sigmund Freuds geprägt, so dass er auch Kindheitserlebnisse hinterfragte, in denen er den Ursprung devianten Verhaltens vermutete. So erkundigte er sich z. B. nach Diebstahldelikten in der frühen Kindheit („Wie oft haben Sie Sachen gestohlen, bevor Sie zwölf Jahre alt waren?“). Die Items wurden mittels zweier Kontrastgruppen (Strafgefangene und Armeesoldaten) selektiert und unterschieden sich deutlich in ihren Ausprägungen. Aus 67 ausgewählten Items entstand 1947 das erste Testverfahren, der Biographical Case History (BCH)-Fragebogen, der neben Eingeständnissen abweichenden Verhaltens auch Einstellungen der Probanden („Wie weit kann man Menschen trauen?“) berücksichtigte.

### Einstellungs- und eigenschaftsorientierte Integritätstests
Die Entwicklung der Integritätstest spaltete sich in zwei Forschungsrichtungen auf, dem einstellungsorientierten und dem eigenschaftsorientierten Typus. Vorreiter für den einstellungsorientierten Typus war der Biographical Case History, aus dem 1951 der Reid-Report als zivile Variante hervorgehen sollte. Dieser wird wegen seiner direkten Fragestellung und der eindeutigen, oftmals leicht durchschaubaren Absicht auch als overt-Typ (engl. offenkundig) bezeichnet. Der Test wurde nach dessen Entwickler, dem Juristen J.E. Reid, benannt und untersucht die Einstellungen und Wertehaltungen des Bewerbers hinsichtlich devianten Verhaltens. Mögliche Fragestellungen berücksichtigen u. a. die „Einschätzung der Verbreitung unehrlichen Verhaltens“ sowie „der eigenen Ehrlichkeit in konkreten Situationen“. Überprüft wurde der Reid Report durch Kontrollfragen sowie der systematische Anwendung von Polygraphie (Lügendetektoren). Danach wurde eine hohe Übereinstimmung mit dem Ergebnis des Tests erzielt. Polygraphie war bis zum Erlass des Employee Polygraph Protection Act 1988 in den USA ein weitverbreitetes Mittel zur Personalauswahl, hinsichtlich der Validierung aber äußerst zweifelhaft.
Der zweite Typus untersucht die Integrität eines Bewerbers durch dessen Eigenschaften bzw. deren Ausprägungen. Vorreiter war hierzu der Personnel Reaction Blank (PRB), der breitere Persönlichkeitsmerkmale abfragt. Er wurde von H. Cough entwickelt und bezieht sich weitestgehend auf die Sozialisations-Items des California Psychological Inventory (CPI) von 1957. Dabei soll er ein wayward impulse (engl. Widerspenstigkeit, Unberechenbarkeit) erfassen. Die Validierung des Testverfahrens erfolgte auch anhand von berufsbezogenen Kriterien wie der Vorgesetztenbeurteilung.

## Entwicklung des Instruments

### Wirkungshypothese
Entscheidend für die Entwicklung des Instruments sind die Wirkungshypothesen, welche dem Integritätstest zu Grunde liegen. Danach wirkt sich Integrität positiv auf die Vorhersage von kontraproduktivem Verhalten insbesondere hinsichtlich Fehlzeiten, Diebstahl von Mitarbeitern und der zu erwartenden Arbeitsleistung aus. Nach einer Meta-Analyse von 23 Studien mit 7.550 Teilnehmern besteht ein starker Zusammenhang von allgemeiner Arbeitsleistung und dem Ergebnis aller Integritätstests mit 0.41. Entdeckter Diebstahl wurde mit 0.13 von den einstellungsbedingten Integritätstests vorhergesagt (diese Angabe unterschätzt die reale Varianzaufklärung aufgrund der hohen Dunkelziffer und nur geringer Anzahl entdeckter Diebstähle). Daten für die Vorhersage von Diebstahl auf Grund eigenschaftsbezogener Tests sind leider nicht vorhanden. Für beide Arten des Integritätstest liegt ein positiver Zusammenhang mit Kontraproduktiven Verhalten vor (0.30). Interessanterweise kann deshalb festgestellt werden, dass Integritätstests besser Arbeitsleistung vorhersagen als das Kriterium des Diebstahls, wofür sie ursprünglich entwickelt wurden. Hinsichtlich Absentismus (unbegründete Fehlzeiten) sind die Ergebnisse für eigenschaftsorientierte Tests mit 0.33 signifikant, einstellungsorientierte Tests weisen hingegen nur 0.09 auf. Begründet werden kann dies durch die Gestaltung und Zweckeignung der Tests: Eigenschaftsorientierte Tests sind im Gegensatz zu overt-Tests weitreichender und nicht speziell auf das Kriterium „Diebstahl“ ausgerichtet.
Als Voraussetzung für Integrität an sich gibt es unterschiedliche Komponenten, da Integritätstests jedoch auf der Analyse von Wesenszügen und Verhaltensweisen basieren, ist z. B. das Fünf-Faktoren-Modell der Persönlichkeitstheorie in Betracht zu ziehen. Danach kann Integrität sich aus verschiedenen Dimensionen und deren Facetten zusammensetzen. Die Ausprägung der Dimensionen Gewissenhaftigkeit, Verträglichkeit und emotionale Stabilität stehen mit den Resultaten der Integritätstests in einen starken Zusammenhang. Individuen, die unzuverlässig, unehrlich und nicht vertrauenswürdig sind, sind insgesamt „schlechtere“ Arbeitnehmer und verhalten sich öfters kontraproduktiv. Gottfredson und Hirschi sehen hingegen die mangelnde Selbstkontrolle als Grund für kriminelles Verhalten am Arbeitsplatz. Ihrer Ansicht nach besteht Selbstkontrolle als heterogenes Produkt aus sechs Subdimensionen, die sich jedoch z. T. mit dem Fünf-Faktoren-Modell und dessen Dimensionen überschneiden.

### Auswahl der Kriterien
Die Auswahl der Items und deren Ausprägungen erweist sich als uneinheitlich zwischen den verschiedenen Tests. In einer Vergleichsstudie von Wanek et al. (2003) lassen sich dennoch aus sieben Integritätstests mit insgesamt 798 Items 23 verschiedene Komponenten ableiten. Es wurden drei einstellungsorientierte Tests sowie vier eigenschaftsbezogene Tests in die Studie miteinbezogen. Diese 23 Komponenten finden sich in vier übergeordnete Komponenten wieder: Antisoziales Verhalten, Sozialisation, positive Grundeinstellung und Regeltreue/Sorgfalt. Antisoziales Verhalten konzentriert sich auf Items, die in Verbindung mit Diebstahl, Regelverletzungen und Fehlverhalten stehen. Sozialisation birgt dagegen Erfolgsorientierung, Selbstkontrolle, Emotionale Stabilität, Extraversion und positives Privatleben in sich. Positive Grundeinstellung bezieht sich auf die Weltanschauung, Risikofreudigkeit und die Einschätzung von Unehrlichkeit. Die vierte übergeordnete Komponente bezieht sich auf Regeltreue und Sorgfalt. Korrelationen zwischen diesen vier übergeordneten Komponenten und den Dimensionen des Fünf-Faktoren-Modell der Persönlichkeitstheorie wurden von Wanek (2003) nachgewiesen, wonach Gewissenhaftigkeit und Emotionale Stabilität in engen Zusammenhang zu den vier Komponenten stehen.
Mögliche Items nach dem Persönlichkeitsinventars zu Integritätsabschätzung (PIA) sind integere Verhaltensabsichten, Verzicht auf Rechtfertigungen, Integritätsvermutungen, Vertrauen, Gelassenheit, Zuverlässigkeit, Gefahrenvermeidung, Integrationsverhalten und Friedfertigkeit.

### Validierung der Tests
Als größtes Problem hinsichtlich der Validität erweist sich die Kriterienseite. Nach Sackett und Harris (1984) kommen zur Prüfung der Kriterienvalidität fünf Validierungsstrategien in Frage, die jedoch auch in Frage gezogen werden können, da sie zu Über- oder Unterschätzungen der prädiktiven Güte neigen. Wie schon erwähnt besteht die Möglichkeit durch Kontrastgruppen die Testwerte zwischen einer weniger integeren Gruppe (Strafgefangene) und der Normalbevölkerung zu vergleichen. Aus statistischer Sicht ist diese Methode aber auf Grund der bimodalen Merkmalsverteilung in der Gesamtstichprobe weniger geeignet, da sie eine Überschätzung der Validität nach sich zieht. Die Polygraphie wird heutzutage wegen dessen eigener fraglichen Validität und rechtlicher Beschränkungen (z. B. in Deutschland) nicht mehr angewendet. Schriftliche Eingeständnisse als Messung abweichenden Verhaltens sind weit verbreitet. Sie können jedoch auf Grund einer inhaltlichen Überlappung des Integritätstests als Prädikator mit dem Kriterium überinterpretiert werden. Die gefundenen Werte werden infolgedessen eher als Reliabilitätswerte eingestuft. Eine weitere Validierungsstrategie beruft sich auf externe Kriterien, dabei werden die Testwerte mit extern ermitteltem Verhalten in Zusammenhang gesetzt z. B. aufgedecktem Diebstahl. Da aber ein Großteil der Mitarbeiterdiebstähle unentdeckt bleibt, ist keine exakte Einschätzung möglich. Als stärkstes Argument für Integritätstests zählen hingegen Längsschnittstudien auf Organisationsebene. Diese verweisen auf Inventurdifferenzen, Fehlzeitstatistiken oder Personalfluktuation vor und nach der Einführung von Integritätstests. Hier kann jedoch die Untersuchung des Betriebs als Gesamteinheit nicht auf individuelle Testergebnisse bezogen werden.
Die Konstruktvalidität erscheint bis jetzt als wenig erforschter Bereich, dennoch lässt sich nach einer Studie von Ones (1993), die mehr als 600 Valditätskoeffizienten auswertete, die Aussage treffen, dass Integritätstests eine verallgemeinernde Aussagekraft besitzen, zumindest in Bezug auf die Arbeitsleistung. Viele Fragen bleiben während dessen offen, z. B. in welchem Ausmaß Kontraproduktivität und Unehrlichkeit überhaupt durch eignungsdiagnostische Tests erklärbar sind. Es bestehen erhebliche Probleme und Defizite bei dem Versuch Nachweise zu erstellen. Einzelne Studien geben zumindest Aufschluss bezüglich grundlegender Annahmen. Brandstätter (1989) zeigte u. a., dass kontraproduktives Verhalten (Straftaten, Alkoholkonsum, Aggressivität) mit großer langzeitiger Stabilität auftritt.
Daneben gibt es Befunde, die darauf hinweisen, dass Ehrlichkeit meist konsistent ist. Störende Variablen können jedoch in Form von einem falschen Gewissen der Testperson, Impressionsmanagement sowie Antworttendenzen auf Grund sozialer Erwünschtheit gegeben sein.

## Anwendung des Instruments

### Die Umsetzung und Durchführung des Tests
Integritätstests werden zur kompetenzbasierten Personalauswahl angewendet und somit vor der Einstellung neuer Mitarbeiter genutzt. Die Tests können sowohl bei der internen als auch bei der externen Personalauswahl eingesetzt werden. Von einer Anwendung der Tests zur Personalentwicklung wird in der Literatur eher abgeraten, da Integrität als zeitlich stabiles Persönlichkeitsmerkmal gesehen wird und nicht von situativen Rahmenbedingungen abhängig sein soll. Entsprechend eignen sich Rückmeldungen zu individuellen Integritätstestergebnissen nicht für Zwecke der Verhaltensänderung und können bei den Betroffenen – ähnlich wie Ergebnisse zu Intelligenztests – sensiblen Wahrnehmungen führen.
Integritätstests sollen z. B. ausschließlich die Integrität am Arbeitsplatz überprüfen und somit ein Handeln verhindern, das zum Schaden der Organisation und seiner Mitglieder führt. Durch diese kontextspezifische Formulierung kann eine Steigerung der kriterienbezogenen Validität erreicht werden. Außerdem soll durch die Verfahrenstransparenz des Auswahlinstruments eine höhere Akzeptanz bei den Probanden erreicht werden.
Aufgrund des hohen Aufwands werden die Tests nicht durch ein Unternehmen selbst, sondern durch externe Dienstleister entwickelt und durchgeführt; eine Ausnahme hierzu bilden computer- resp. webbasiert einsetzbare Verfahren, die von Unternehmen direkt durchgeführt und automatisch ausgewertet werden können. Eine individuelle Anpassung der Tests auf das jeweilige Unternehmen erfolgt jedoch in der Regel nicht, da durch die Validierung des Konstrukts „Integrität“ über mehrere Berufsgruppen hinweg von einer allgemeinen Nutzung ausgegangen wird.
Bei Integritätstests handelt es sich in der Mehrzahl um so genannte Paper-and-Pencil-Tests. Es gibt aber auch webbasierte Umsetzungen, die über einen zweistufigen Prozess vorgegeben werden können (Kurzversion online im Internet, Langversion in geschützter Umgebung und unter Verifikation der Personenidentität beim Unternehmen vor Ort). Der Bewerber erhält eine vorgegebene Anzahl an Fragen bzw. Aussagen, die er anhand einer vorgegebenen Skala beurteilen muss. Die Durchführung ist sowohl computerbasiert als auch in der klassischen Papierversion, als Einzel-Assessment oder in Gruppen bis zu Hörsaalgröße möglich. Die zeitlichen Voraussetzungen sind von der Länge des Tests (Anzahl der Fragen) abhängig. Der Bewerber wird jedoch nicht durch ein Zeitlimit unter Druck gesetzt. Normalerweise dauert die Durchführung des Tests inklusive Einweisung durch einen Versuchsleiter etwa zwanzig bis dreißig Minuten (PIA beansprucht 12 Minuten, der PIT 25 Minuten, erfasst dabei aber mehr Persönlichkeitsdimensionen). Bei der Online-Variante erfolgt eine sofortige Auswertung der Testergebnisse, bei der Papierversion muss zusätzliche Zeit für die Auswertung (per Scanner oder manuell) eingeplant werden. Die gemessene Integrität des Bewerbers kann sowohl als Gesamtwert als auch bezogen auf die einzelnen Dimensionen des Tests ausgewiesen werden.
Inzwischen wurden auch alternative Anwendungen der Tests untersucht. So wurde erforscht, ob sich Vorteile durch eine mündliche oder telefonische Durchführung der Tests ergeben. Die Studien von Hollwitz (1998) oder Jones, Brasher und Huff (2002) kamen dabei zu dem Ergebnis, dass die alternativen Varianten nahezu die gleichen Werte wie die konventionellen liefern. Jedoch ist die mündliche oder telefonische Durchführung mit einem höheren Aufwand verbunden, da Kosten für zusätzliche Interviewer entstehen. Von den alternativen Anwendungen ist deshalb eher abzuraten, da keine besseren Ergebnisse bei höheren Kosten erzielt werden können.
Bezüglich der rechtlichen Rahmenbedingungen ist in Deutschland zu beachten, dass der Proband in den Test einwilligen muss und einstellungsorientierte Fragen nicht gestellt werden dürfen. Offene Fragestellungen wie „Haben sie schon einmal ihren Arbeitgeber bestohlen?“ sind arbeitsrechtlich unzulässig, während die Bewertung von eigenschaftsorientierten Behauptungen wie „Sie sind eher vernünftig als abenteuerlustig?“ erlaubt ist. In den USA sind beide Arten von Fragestellungen zulässig. Wie auch in Deutschland ist dort die Polygraphie im Rahmen der Personalauswahl verboten.

### Beurteilung der Gestaltungsparameter
Wie unterschiedlich die Akzeptanz der Integritätstests sein kann, zeigt folgender Vergleich: Während in den USA Bewerber teilweise auf die Messung ihrer Integrität bestehen, werden in Deutschland die Tests vor allem mit negativen Aspekten wie z. B. Aushorchen in Verbindung gebracht. Deshalb fällt es Unternehmen im deutschen Raum schwerer, die Tests für ihre Personalauswahl zu nutzen. Angesichts ihrer empirischen Nutzensevidenz steigt jedoch der Verbreitungsgrad beständig, auch in der Großindustrie und Bankenwelt.

### Deutschsprachige Verfahren
- Inventar Berufsbezogener Einstellungen und Selbsteinschätzungen (IBES) (Marcus, B., 2006); öffentlich zugängliches Verfahren im Hogrefe-Verlag
- Persönlichkeitsinventar zur Integritätsabschätzung (PIA) (S&F Personalpsychologie, 2000); unveröffentlicht – nur direkt über Anbieter zu beziehen
- Psychologischer Integritätstest (PIT) (Team Psychologie & Sicherheit, 2005); unveröffentlicht – nur direkt über Anbieter zu beziehen

Alle Tests wurden durch Wissenschaftler entwickelt (IBES: Bernd Marcus, University of Western Ontario; PIA: Heinz Schuler, Universität Hohenheim; PIT: Jens Hoffmann, TU Darmstadt).

## Fazit und Kritik
Der größte Kritikpunkt in Bezug auf die Integritätstests ist die theoretische Fundierung der Tests. Ein Großteil der Tests wurde entwickelt, ohne dass eine Theorie der Integrität vorlag. Somit müssen Erklärungsversuche post hoc geleistet werden, wie dieses z. B. durch Meta-Analysen versucht worden ist. Erst bei Tests, die ab Ende der 1990er Jahre entwickelt worden sind, wurde auf eine ausreichend theoretische Grundlage geachtet.
Immer noch umstritten ist, inwieweit integres Verhalten eigenschafts- oder situationsabhängig ist. Obwohl allgemein davon ausgegangen wird, dass Integrität nicht von der Situation abhängig ist, konnte z. B. bewiesen werden, dass sich Diebstähle in einem Unternehmen durch eine gute betriebliche Informationspolitik eindämmen lassen. Damit wären die prognostischen Fähigkeiten der Integritätstests eingeschränkt. Außerdem soll die finanzielle Situation eines Mitarbeiters sich nicht auf sein Diebstahlverhalten auswirken. Die Interaktion der Variablen „Person“ und „Situation“ wurde bisher noch nicht erforscht.
Die Integritätstests stehen aber auch vor allem in der Kritik in Bezug auf ethische Fragen. Besonders problematisch wird in diesem Kontext die Stigmatisierung abgelehnter Bewerber als „Diebe“ betrachtet. Die Definition des kontraproduktiven Verhaltens als Grundlage, ab wann ein Bewerber als nicht integer angesehen werden kann, kann eng sowie weit gefasst werden. Beginnt es bereits mit einer einmaligen Verspätung oder muss erst eine Straftat in Form eines Diebstahls vorliegen? Die Proponenten der Tests führen in diesem Zusammenhang das Argument an, dass die Ergebnisse der Tests vertraulich gehandhabt werden. In einem Rechtsstaat muss jedoch es „über jeden vernünftigen Zweifel“ auszuschließen sein, dass der Bewerber sich doch als ehrlich am Arbeitsplatz bewiesen hätte.
Inzwischen gibt es auch wissenschaftliche Belege, dass die nicht aufdeckbare Manipulation der Tests zu eigenen Gunsten möglich ist. Obwohl es noch keine Untersuchungen gibt, in welchem Umfang die Untersuchungsteilnehmer diese Möglichkeit nutzen, schränkt dies den Nutzen der Integritätstests stark ein.

### Monographien
- Congress of the United States, Office of Technology Assessment: The Use of Integrity Tests for Pre-Employment Screening. United States Government Printing Office, Washington, DC September 1990, OTA-SET-442. (Volltext im Archiv der Princeton University)

### Aufsätze aus Sammelbänden
- Colette Friedrich: Vertrauen als Unternehmensressource. In: Albert Martin (Hrsg.): Personal als Ressource. München/Mering 2003, S. 119–139.
- Anja Schmidt: Sensation Seeking und delinquentes Verhalten. In: M. Roth, P. Hammelstein (Hrsg.): Sensation Seeking – Konzeption Diagnostik und Anwendung. Göttingen 2003.

### Aufsätze aus Zeitungen und Zeitschriften
- Christopher M. Berry, Deniz S. Ones, Paul Sackett: Interpersonal Deviance, Organizational Deviance, and Their Common Correlates: A Review and Meta-Analysis. In: Journal of Applied Psychology. Vol. 92, No. 2, 2007, S. 410–424.
- Michael R. Cunningham: Test-Taking Motivations and Outcomes on a standardized Measure of On-The-Job Integrity. In: Journal of Business and Psychology. Vol. 4, No. 1, 1989, S. 119–127.
- Jens Hoffmann, Andreas Mokros, Rüdiger Wilmer: Dimensionen der Devianz. In: Polizei & Wissenschaft. 1/2006, S. 59–63.
- Bernd Marcus: Neuere Erkenntnisse zum Inventar Berufsbezogener Einstellungen und Selbsteinschätzungen. In: Zeitschrift für Personalpsychologie, Jg. 6, S. 129–132.
- Bernd Marcus, Kibeom Kibeom, Michael C. Aschton: Personality Dimensions explaining Relationships between Integrity Tests and Counterproductive Behaviour: Big Five, or one in Addition? In: Personnel Psychology. Vol. 60, 2007, S. 1–34.
- Kathleen M. May, Brenda H. Loyd: Honesty Tests in Academia and Business: a comparative Study. In: Research in Higher Education. Vol. 35, No. 4, 1994, S. 499–511.
- Kevin R. Murphy, Sandra L. Lee: Personality Variables related to Integrity Test Scores: The Role of Conscientiousness. In: Journal of Business and Psychology. Vol. 8, No. 4, 1994, S. 413–424.